# Der Abbé und die Liebe
Der Abbé und die Liebe (Alternativtitel: Verbotene Gefühle, Originaltitel: Prêtres interdits) ist ein französischer Kinofilm von Denys de La Patellière aus dem Jahr 1973 mit Robert Hossein und Claude Jade. Der Film basiert auf Erinnerungen der Autoren Denys de La Patellière und Jean-Claude Barreau. Der Film hatte in der DDR am 18. Juli 1986 im DFF sowie in der Bundesrepublik am 16. Dezember 1993 im ZDF Fernsehpremiere.

## Handlung
Die junge Pariserin Françoise verliebt sich 1936 während der Ferien auf dem Land in den katholischen Priester Jean. Sie besucht ihn häufig. Nachdem sie ihm im Beichtstuhl ihre Gefühle offenbart hat, werden die beiden allen Widerständen zum Trotz ein Paar. Jeans Kollege Ancely will, dass Françoise nach Paris zurückkehrt und er fordert Françoise wiederholt auf, aufzugeben, doch sie bietet ihm die Stirn – und bleibt. Als Françoise ein Kind erwartet, wird Jean wegen Vergehens gegen den Zölibat vom Bischof suspendiert. Jean besucht Françoise, die ihr Kind nach der Geburt in ein Waisenhaus gibt. Die Jahre vergehen: Françoise hat inzwischen ihren kleinen Sohn François bei sich. Als sie Jean bei Freunden in Bort-les-Orgues treffen will, wird Françoise bei einem Fliegerangriff getötet, das Kind wird ihren Eltern zugesprochen. Jean schließt sich der Résistance an. Als er mit Ancely und Lacoussade Widerstandskämpfer bei Perpignan nach Spanien bringt, wird er von der Gestapo verhaftet und als Kommunist von Faschisten erschossen.
1970 wird Ancely als neuer Bischof mit einem ähnlichen Fall konfrontiert. Seine Entscheidung bezüglich der Suspendierung des Priesters wird offengelassen.

## Synchronisation
- Jean – Robert Hossein – Michael Telloke
- Françoise – Claude Jade – Gabriele Streichhahn
- Ancely – Claude Piéplu – Roland Hemmo

## Kritiken
„Ein boulevardmäßig vereinfachendes Melodram, das mit belehrendem Unterton daherkommt und sich dabei in einer Vielzahl von Fragestellungen verfängt; das Problem des Zölibats wird nur unzureichend vertieft.“

„Die tragische Geschichte eines ungewöhnlichen Liebespaares... erzählt neben der schicksalhaften Verstrickung der Liebenden das Bild eines Priesters, der die Herausforderung seiner Gefühle mit radikaler Konsequenz annimmt, im Strudel der Ereignisse um die Französische Volksfront. Diesen Abbé spielt Robert Hossein, der so häufig den miesen Ganoven, den brutalen Gangster verkörpert hat. Hier ist es eine Rolle, die ihm die Darstellung menschlicher Größe und glaubhafter Gefühle abverlangt. Seine Partnerin ist Claude Jade – die 26jährige wirkt wie ein gerade 16jähriges Schulmädchen. An der Seite dieses Paares agieren u. a. Claude Pieplu und Pierre Mondy.“ (Filmspiegel, 1986)
„Denys de La Patellière zögert nicht, Schauspieler zu besetzen, die bereits sehr geprägt sind. Robert Hossein und Claude Piéplu zwingen sich zu ihren Priestern. Um für die verbotene Liebe des Priesters nicht das Gesicht der Sünde zu verwenden, nahm er das reinste Gesicht des Französischen Kinos, das von Claude Jade. Nichts scheint hässlich oder schmutzig; er verwendet zarte poetische Bilder, schwelgend in der Musik von Vivaldi.“ (Le Combat, 20. November 1973)
„Verbotene Priester ist ein populärer Film, der Akzente setzt und bemerkenswert mit einem Robert Hossein in seiner wohl besten Rolle. Claude Jade ist sehr lieblich als die verbotene Frucht und die Präsenz von Claude Piéplu dominiert vor allem die zweite Hälfte des Films.“ (Aurore, 24. November 1973)